# HD 162678
HD 162678，又名CD-3412219，SAO 209425、HR 6660，是一颗恒星，视星等为6.38，位于銀經355.86，銀緯-4.48，其B1900.0坐标为赤經17h 47m 5.3s，赤緯-34° -4.48′ 45″。